# Microcoelia caespitosa
Espèce
Synonymes
- Angraecum andersonii Rolfe[1]
- Angraecum bieleri De Wild.[1]
- Angraecum caespitosum Rolfe[1]
- Angraecum micropetalum Schltr.[1]
- Gussonea bieleri (De Wild.) Schltr.[1]
- Gussonea caespitosa (Rolfe) Schltr.[1]
- Gussonea micropetala (Schltr.) Schltr.[1]
- Microcoelia bieleri (De Wild.) Summerh.[1]
- Microcoelia micropetala (Schltr.) Summerh.[1]

Microcoelia caespitosa est une espèce de plantes de la famille des Orchidées et du genre Microcoelia, présente dans plusieurs pays d'Afrique tropicale.